# ル・ヴィガン
ル・ヴィガン （Le Vigan）は、フランス、オクシタニー地域圏、ガール県のコミューン。

## 地理
中央高地の南部に位置し、アルル川谷の中、エグアル山に近接する。セヴェンヌ山脈の多くのコミューンと同様、絹糸の紡績産業で栄えてきた。

## 歴史

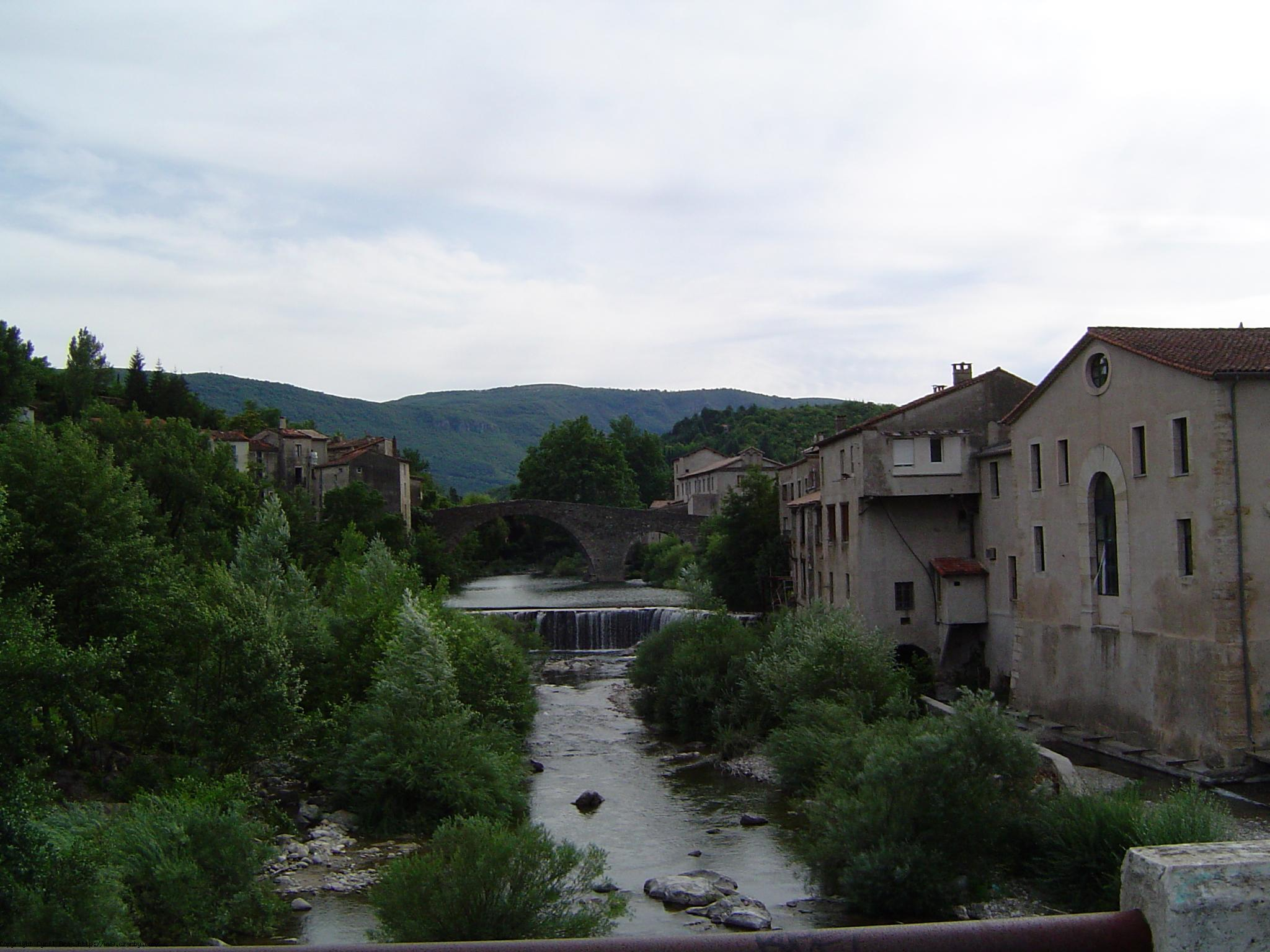
アルル川に架かる古い橋

ル・ヴィガンは、メロヴィング朝期のアリシトゥス司教座の1つとして初めて記された。798年のニーム教会会議においてアリシトゥス司教座は大司祭を派遣し、中世の間中大司祭が定期的に置かれていた。1694年以降、この大司祭職はアレス司教座に貢献するためにニーム司教座から切り離された。
1050年頃、サン・ピエール小修道院がこの地に創設された。中世から1790年まで、ル・ヴィガンは29のコミューンを管轄する司法管区が置かれていた。
17世紀から18世紀、ル・ヴィガンには地方長官補佐（fr）の公邸や、セヴェンヌ山脈地方におけるラングドック州の庁舎が置かれていた。地方長官補佐の本庁はオテル・ド・ラ・コンダミーヌに置かれた。ル・ヴィガンはセヴェンヌ山脈西部の重要な行政中心地であった。なぜなら、大きな市が開かれ、移動中の軍隊が滞在する場所であったからである。裕福な商人は羊毛の紡績や、欧州中に輸出許可されたシルク・ニットのストッキングを生産する産業で富を蓄えた。
19世紀後半、ル・ヴィガンは鉄道でニームやトゥルヌミールと接続された。この路線は1970年代に閉鎖され、1987年まで貨物輸送が行われた。

## 人口統計
| 1962年 | 1968年 | 1975年 | 1982年 | 1990年 | 1999年 | 2009年 |
| ------ | ------ | ------ | ------ | ------ | ------ | ------ |
| 4 111  | 4 207  | 4 293  | 4 517  | 4 523  | 4 429  | 3 959  |

source = Cassiniと INSEE

## 姉妹都市
- チザーノ・スル・ネーヴァ、イタリア
- ビガストロ、スペイン